# ANZUS-Abkommen

Lagekarte der drei ANZUS-Mitgliedstaaten Australien, Neuseeland und Vereinigte Staaten

John Howard und George Bush 2001 beim 50. Jahrestag der militärischen Allianz zwischen Australien und den Vereinigten Staaten

Das ANZUS-Abkommen (Akronym, gebildet aus den englischen Abkürzungen der teilnehmenden Staaten Australia, New Zealand und United States), auch Pazifikpakt genannt, wurde am 1. September 1951 in San Francisco unterzeichnet und ist am 29. April 1952 in Kraft getreten. Der Zweck dieses Abkommens war die Sicherung des pazifischen Raumes, ursprünglich vor allem gegen eine erneut mögliche japanische Aggression im Fernen Osten. Ergänzt wurde der Pakt durch den zum gleichen Zeitpunkt in Kraft getretenen Verteidigungspakt USA-Philippinen, 1955 erweitert durch den Südostasienpakt mit zusätzlicher Beteiligung von Frankreich, Großbritannien, Pakistan, den Philippinen und Thailand mit Sitz in Bangkok. Organ war der im August 1952 geschaffene ANZUS-Rat, bestehend aus den drei Außenministern.
Am 17. September 1986 hoben die Vereinigten Staaten ihre Verpflichtungen aus dem Vertrag gegenüber Neuseeland auf. Dies geschah infolge der Entscheidung der neuseeländischen Regierung unter David Lange, nukleargetriebenen oder mit Nuklearwaffen bestückten Schiffen und U-Booten das Anlaufen neuseeländischer Häfen zu verweigern, einschließlich denen der Vereinigten Staaten. Zwei Jahre später vereinbarten Australien und die Vereinigten Staaten, den Vertrag zwischen ihnen aufrechtzuerhalten, obwohl er ursprünglich in einem Dreierbündnis geschlossen wurde. Der Name ANZUS wurde beibehalten.